# Суднопідіймач Стрепі-Тьйо
50°28′48.14″ пн. ш. 4°6′30.28″ сх. д. / 50.4800389° пн. ш. 4.1084111° сх. д.

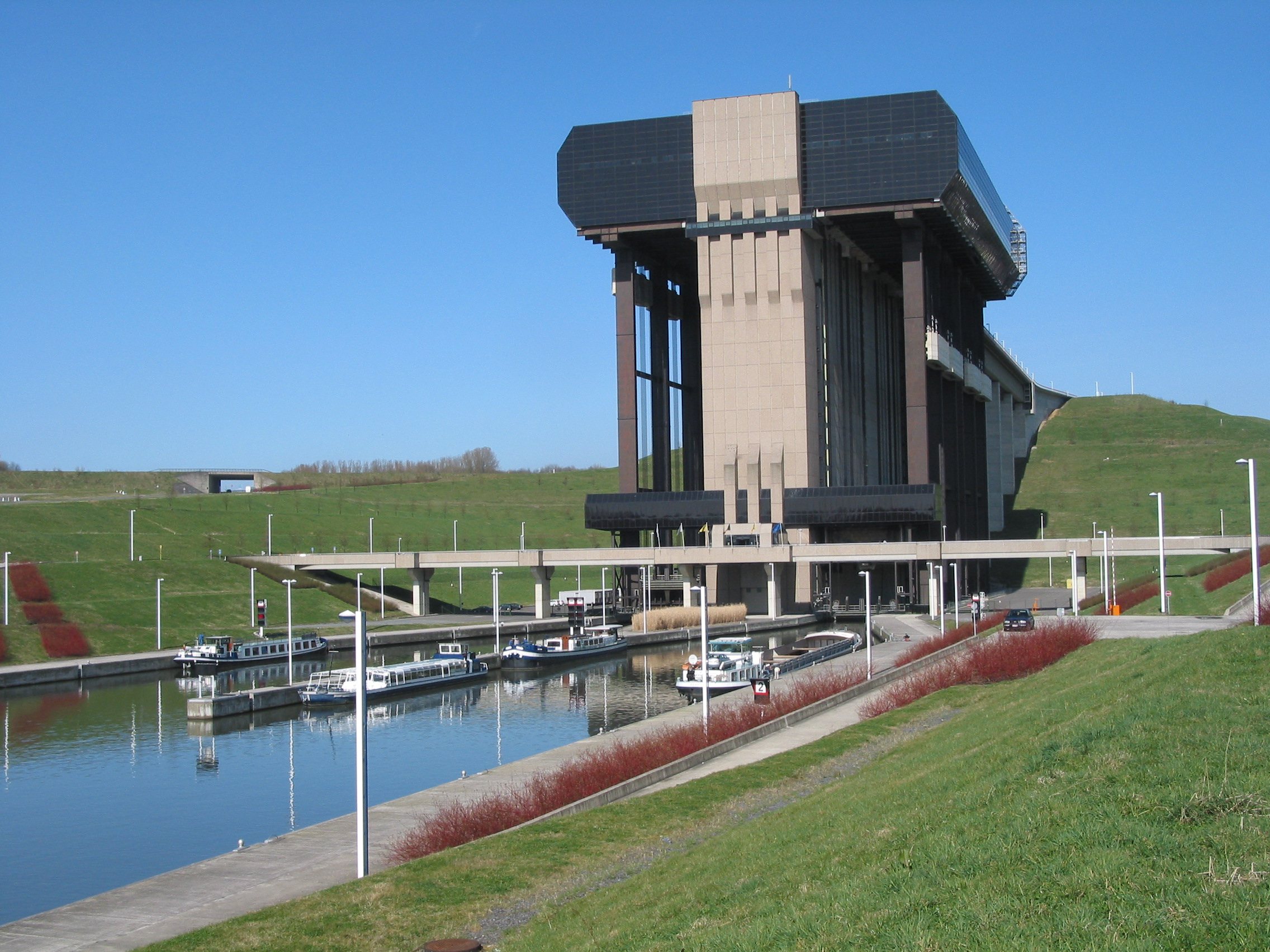
Суднопідіймач Стрепі-Тьйо.

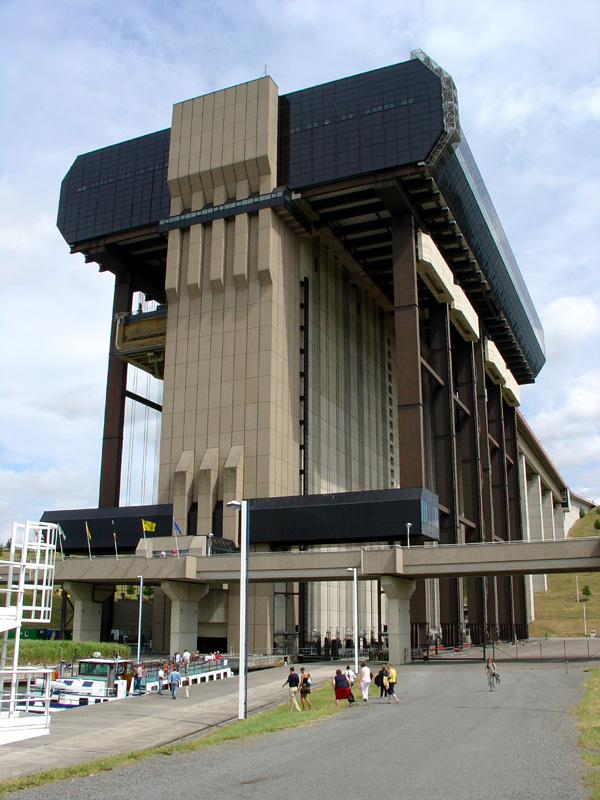
Суднопідіймач Стрепі-Тьйо.

Суднопідіймач Стрепі-Тьйо (фр. Ascenseur funiculaire de Strépy-Thieu) — суднопідіймач на Центральному каналі в Бельгії. Розташований біля селища Тьйо комуни Ле-Рьолс і села Стрепі-Бракні (фр. Strépy-Bracquegnies) комуни Ла-Лувьєр (звідси й назва). Розрахований на підняття суден водотоннажністю до 1350 т. Перепад висот між нижнім і горішнім б'єфами становить 73,15 м (висота самого суднопідіймача — 117 м). Цей суднопідіймач є найвищим вертикальним суднопідіймачем у світі (станом на 2013 рік).

## Історія
Центральний канал було введено в експлуатацію у серпні 1917 року, він був розрахований на баржі водотоннажністю 300 т. 1963 року на каналі було розпочато модернізацію з метою зробити його прохідним для суден водотоннажністю 1350 т. До модернізації для подолання різниці у висоті між початком і гирлом каналу на ньому використовувалися 2 шлюзи і 4 плунжерні суднопідіймачі. Кожний суднопідіймач підіймав судна на висоту 16 м. Ці споруди було збудовано між 1888 і 1919 роками. Для припинення використання цих старих споруд було прийнято рішення про будівництво нової траси (річища) каналу на ділянці між комуною Ла-Лувьєр і селом Авр (фр. Havre, валон. Avrè), щоб обійти стару трасу зі старими шлюзами і суднопідіймачами. Для подолання різниці у висоті між цими пунктами, що дорівнює 70 м, було вирішено побудувати один суднопідіймач в районі між селами Тьйо і Степі. Таким чином, новий суднопідіймач замінив 6 гідротехнічних споруд на каналі.
Проектування й будівництво нового суднопідіймача здійснювали Головна дирекція водних шляхів разом з Відділом технічного нагляду.
Будівництво суднопідіймача було розпочато 1982 року. Його було введено в дію 2002 року. Вже за перших п'ять років роботи суднопідіймача вантажообіг каналом зріс у майже 10 разів — з 256000 т у 2001 році до 2295000 т у 2006 році.